# Uwe Rochus
Uwe Rochus (17 maart 1974) is een Belgische vakbondsbestuurder en sinds april 2018 provinciaal algemeen secretaris voor de provincie Antwerpen van de ABVV-vakcentrale ACOD.